# Anne Bishop
Pour les articles homonymes, voir Bishop.
Œuvres principales
- Série Les Joyaux noirs
- Série Meg Corbyn

Anne Bishop, née en 1955, est une écrivaine américaine de romans de dark fantasy et de romans d'amour.

## Biographie
Née en 1955, Anne Bishop vit dans l’État de New York. Elle aime le jardinage et la musique.
Elle est l'auteur de la trilogie Les Joyaux noirs qui reçoit le William L. Crawford Memorial Fantasy Award, prix accordé par The International Association for the Fantastic in the Art.

## Œuvres

### SérieLes Joyaux noirs
1. La Fille du sang, Milady, 2010 ((en) Daughter of the Blood, 1998)
2. L'Héritière des ombres, Milady, 2010 ((en) Heir to the Shadows, 1999)
3. La Reine des ténèbres, Milady, 2010 ((en) Queen of the Darkness, 1999)
4. L'Anneau invisible, Milady, 2011 ((en) The Invisible Ring, 2000)
5. (en) Tangled Webs, 2008
6. (en) The Shadow Queen, 2009
7. (en) Shalador's Lady, 2010
8. (en) Twilight's Dawn, 2011, recueil de romans courts
9. (en) The Queen’s Bargain, 2020
10. (en) The Queen's Weapons, 2021

### SérieTir Alainn
1. (en) The Pillars of the World, 2001
2. (en) Shadows and Light, 2002
3. (en) The House of Gaian, 2003

### SérieEphemera
1. (en) Sebastian, 2006
2. (en) Belladonna, 2007
3. (en) Bridge of Dreams, 2012
  - (en) The Voice, 2012, nouvelle

### UniversMeg Corbyn

#### SérieMeg Corbyn
1. Lettres écarlates, Bragelonne, 2014 ((en) Written in Red, 2013)
2. Volée noire, Bragelonne, 2015 ((en) Murder of Crows, 2014)
3. Gris Présages, Bragelonne, 2016 ((en) Vision in Silver, 2015)
4. Empreintes fauves, Bragelonne, 2017 ((en) Marked in Flesh, 2016)
5. Cartes ivoire, Milady, 2018 ((en) Etched in Bone, 2017)

- L'Intégrale volume 1, Bragelonne, 2025, trad. Sophie Barthélémy, 896 p.  (ISBN 979-10-281-3117-3)Contient les tomes 1 et 2 - À paraître le 15 octobre 2025

#### SérieLe Monde de Meg Corbyn
1. Lac Argent, Milady, 2018 ((en) Lake Silence, 2018)
2. Terre brûlée, Milady, 2019 ((en) Wild Country, 2019)
3. Aile de Corbeau, Milady, 2022 ((en) Crowbones, 2022)

### Recueils de nouvelles
- (en) The Lady in Glass and Other Stories, 2024

### Nouvelles
- (en) Match Girl, 1995Publiée dans Ruby Slippers, Golden Tears. Rééditée en 2008.
- (en) Rapunzel, 1998Publiée dans Black Swan, White Raven . Rééditée en 2008
- (en) TunnelPubliée dans Horrors! 365 Scary Stories. L'anthologie a reçu le Bram Stoker Award for Best Anthology en 1998)
- (en) The Wild Heart, 1999Publiée dans Silver Birch, Blood Moon
- (en) By the Time the Witchblood Blooms, 2000Publiée dans Treachery and Treason
- (en) A Strand in the Web, 2002Publiée dans Orbiter
- (en) The Fairest One of All, 2004nouvelle dans la revue Lighthouse Magazine, n° 2
- (en) The Price, 2004Publiée dans Powers of Detection :Tales of Mystery & Fantasy
- (en) Stands a God Within the Shadows, 2008Publiée dans Imaginary Friends